# 跑轟戰術
跑轟戰術（英語：Run and gun）是籃球運動中一種利用快速移動打法為主的戰術風格。球隊會盡可能快速運球到達對方陣地，之後快速投籃，利用這種取分方式得到勝利。在這種戰術下，通常會形成高得分的狀況。
1950年代至1960年代，波士顿凯尔特人以這種風格獲得11次NBA冠軍。1980年代，洛杉磯湖人以稱為show time的風格著稱。1980年代，教練保羅·威斯海德（Paul Westhead）帶領羅耀拉瑪麗蒙特大學男子籃球隊時，以這種戰術著稱，也將這個戰術推展到全美國。1990年代初期，保羅·威斯海德將這個戰術帶到丹佛金塊隊。麥克·德安東尼將此戰術發揚光大，結合達雷爾·莫雷的魔球理論建立休士頓火箭的王朝。

## 進行方式
跑轟戰術通常被當成是一種進攻戰術，但它實際上包含進攻與防禦兩方面的思考。跑轟戰術主要的關鍵在於快速進攻，球隊以半場運球方式，盡可能以最快的方式到達對方半場，之後快速出手投籃，以求得分，通常是以三分球進攻。麥克·德安東尼體系的跑轟戰術，要求持球者在七秒內就要出手，稱之為七秒進攻。他希望能在對手還沒有完全回防，準備好防禦陣容前，我方就已投籃得分。在防禦方面，持續採取全場緊迫，逼迫對手掉球，或是勉強出手，之後快速反擊。麥克·德安東尼教練使用的無限換防戰術堪稱史上最強跑轟教練。一般來說，在這種戰術下，希望球隊保持快速的節奏，主動進攻，放棄輕鬆得分的機會。跑轟戰術另一個常見的特徵，就是頻繁的換人，以保持場上球員的速度與體力，有時候場上五個人會全被換掉。

## 代表球隊
- 波士顿凯尔特人（1950–1966）
- 密尔沃基雄鹿（1976–1987）
- 洛杉矶湖人（1979–1990）
- 丹佛掘金（1980–1992、2003–2013）
- 达拉斯獨行俠（1997–2005）
- 金州勇士（1988–1995、2006–今）
- 菲尼克斯太阳（2003–2008、2009–2016）
- 休士頓火箭（2016–2020）

## 代表人物
- 阿诺·奥尔巴赫、唐·尼尔森、保羅·威斯海德、唐·莫（英语：Doug Moe）、麥克·狄安東尼

## 流行文化
日本漫畫《灌籃高手》中，大阪豐玉高中校隊被設定為擅長採取跑轟戰術的球隊。
《黑子的籃球》中，誠凜高中球隊被設定為擅長採取跑轟戰術的球隊。